# Ambrumesnil
Ambrumesnil là một xã thuộc tỉnh Seine-Maritime trong vùng Normandie miền bắc nước Pháp.

## Huy hiệu
| Arms of Ambrumesnil | The arms of Ambrumesnil are blazoned: Azure, a latin cross surmounted by 2 stalks of wheat in saltire, all enfiled of a crown, between in base 3 fleurs de lys Or. |

## Dân số
| Năm | 1962 | 1968 | 1975 | 1982 | 1990 | 1999 | 2006 |
| --- | ---- | ---- | ---- | ---- | ---- | ---- | ---- |
| Dân số | 348  | 358  | 326  | 363  | 401  | 450  | 523  |
| From the year 1962 on: No double counting—residents of multiple communes (e.g. students and military personnel) are counted only once. |      |      |      |      |      |      |      |